# Карякіно
Каря́кіно (рос. Карякино, башк. Карякин) — присілок у складі Краснокамського району Башкортостану, Росія. Входить до складу Музяківської сільської ради.
Населення — 130 осіб (2010; 131 у 2002).
Національний склад:
- росіяни — 81 %